# Milatovići
Milatovići (en serbe cyrillique : Милатовићи), est un village de Serbie situé dans la municipalité de Lučani, district de Moravica. Au recensement de 2011, il comptait 625 habitants.

## Démographie

### Évolution historique de la population
| 1948  | 1953  | 1961  | 1971  | 1981  | 1991 | 2002 | 2011 |
| ----- | ----- | ----- | ----- | ----- | ---- | ---- | ---- |
| 1 193 | 1 257 | 1 275 | 1 189 | 1 082 | 879  | 760  | 625  |

|  |